# Loury Lag
 (février 2024).
Il peut être nécessaire de l'améliorer pour respecter le principe de neutralité de point de vue. Veuillez consulter la page de discussion pour plus de détails.

 (février 2024).
Loury Lag, de son vrai nom Loury Lagardère, né le 11 avril 1986 à Pessac (Gironde), est un explorateur professionnel, athlète, conférencier, auteur et réalisateur de documentaires d'aventure. Il est également, à la fois, candidat et présentateur d'émissions à la télévision.
Après une enfance chaotique, il parcourt plus de 45 pays à travers le globe, et se spécialise dans les expéditions extrêmes en solitaire.

## Biographie
Loury a vécu une enfance et une adolescence difficiles, où il a dû se forger une personnalité au fil des rencontres et d'événements forts qui ont marqué sa vie. Il est initié très jeune à la survie par son père, dont l'éducation était basée sur l'apprentissage manuel et la nature.
À 17 ans, il quitte le foyer familial, dans lequel il ne reviendra jamais. Il emprunte le chemin de la délinquance puis du petit banditisme avant de se retrouver incarcéré durant 8 mois à l'âge de ses 20 ans. Il écopera également de 5 ans d'interdiction de quitter le territoire. Cette privation de liberté crée son envie de voyager, d'explorer le monde,,,.
À 25 ans, Loury Lag réalise son premier voyage aux États-Unis, qui durera 9 mois durant lesquels il traversera les Everglades, se fera piquer par un scorpion au cœur du Grand Canyon,.
Il rentre ensuite à Paris et débute l'école de cinéma acting International et suit des formations comme Jack Waltzer. Il intègre le collectif de l'association "Compagnie 77" avec lequel il réalise plusieurs courts métrages[réf. nécessaire].
À 27 ans, il rentre à Bordeaux et fonde une entreprise dans le domaine du bâtiment. Il connaît son premier vrai succès d'entrepreneur en fabricant des maisons écoresponsables dans toute la Nouvelle-Aquitaine. Durant 3 ans, il mène de front l'éducation de ses enfants, la gestion de son entreprise et la réalisation de nombreux voyages (Brésil, Suriname, Maroc, Norvège, etc.) et formations militaires, notamment le stage CEFE en Guyane française, lors duquel il créera ses premiers liens avec l'armée. Mais malgré cette réussite financière, il ne s'épanouit pas. Il quitte ses fonctions de chef d'entreprise pour organiser ses propres expéditions extrêmes[réf. nécessaire].
En 2018, il traverse en Islande le Vatnajökull en solitaire. Il y établit un nouveau record du monde qui marquera le début de son ascension en tant qu'aventurier - explorateur professionnel,,.

## Expéditions

### Arctic Mission: Survivre là où l'homme n'a pas sa place.
La mission : Traverser le passage du Nord-Ouest en solitaire. 77 jours, 3 000 kilomètres

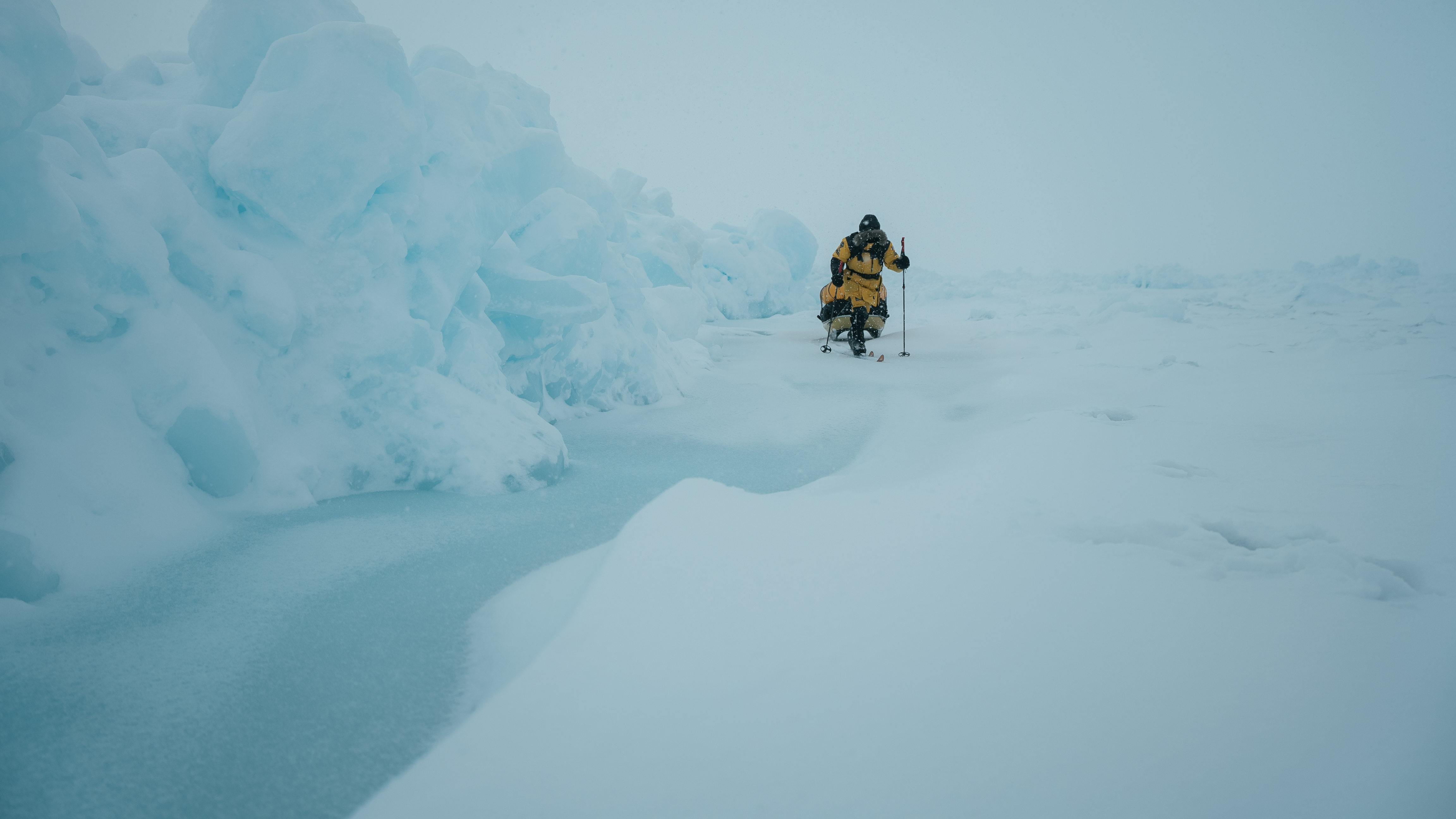
Loury Lag lors de sa traversée du passage du Nord-Ouest.

Loury a accompli l'expédition Arctic Mission en 77 jours, progressant en ski-kite et à ski de randonnée pendant 12 à 18 heures par jour, parfois sans dormir sur la banquise de l'océan Arctique. Il a dû affronter les ours, les loups et les températures atteignant les -61°C .

### Résilience: Abandonner n'est pas une option.
Durant 3 ans, Loury a guidé Martin Petit, ancien sportif devenu tétraplégique, dans 3 expéditions extrêmes : Du désert du Sahara au sommet des Alpes enneigées, en passant par l'océan Atlantique, Loury a permis à Martin de dépasser ses propres limites,.
Le film de l'aventure, produit et réalisé par Loury Lag, aux côtés de Martin Rivet, a été présenté en avant-première au Grand Rex devant 2450 spectateurs,.

### Uapapunan: Dans le blanc de l’œil.

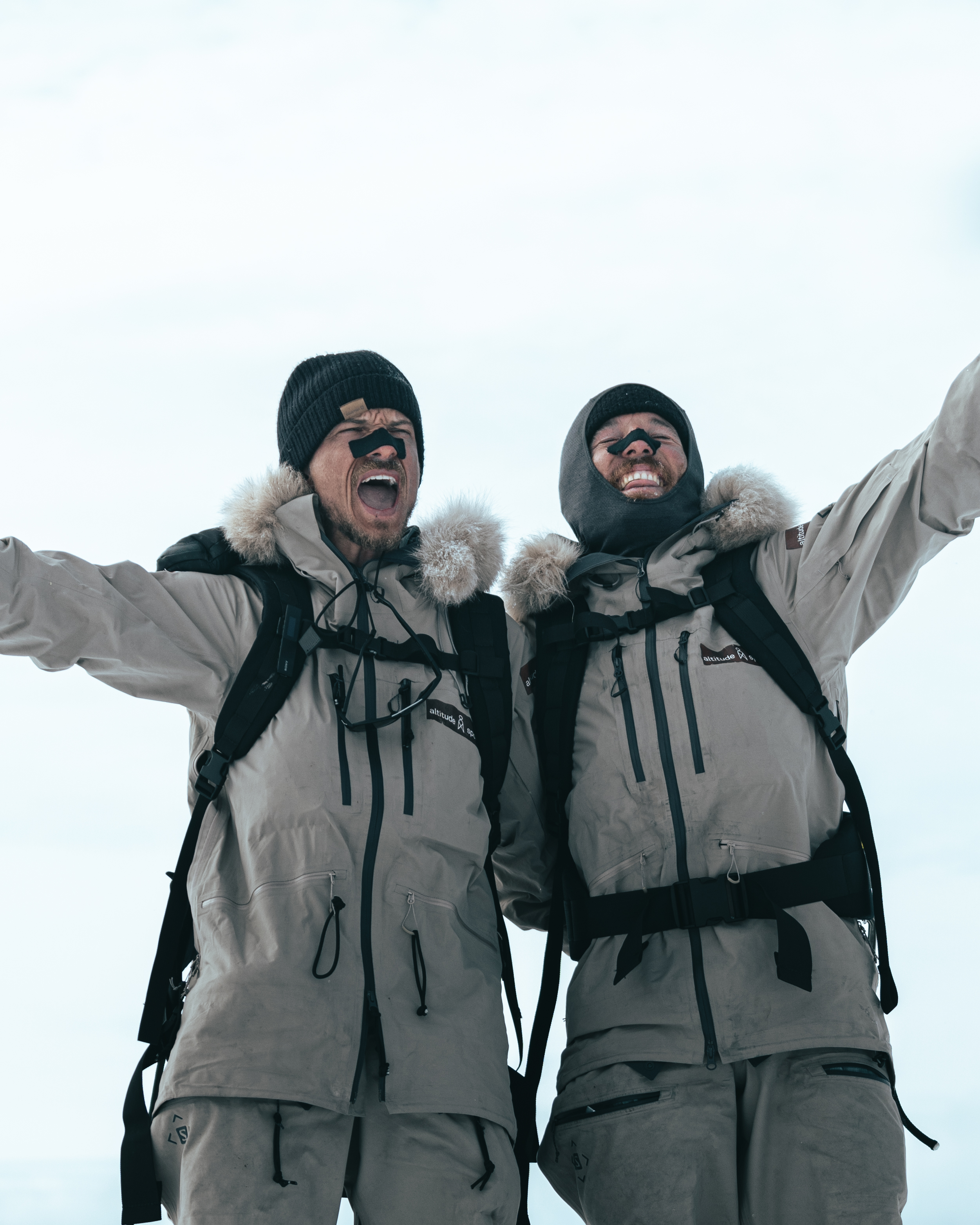
Loury Lag & Mathieu Blanchard à l'arrivée de l'expédition Uapapunan.

La mission : Faire le tour de l’Œil du Québec sur 250 kilomètres.
Loury Lag et Mathieu Blanchard ont réalisé le tour de l’Œil du Québec sur 250 kilomètres. Ils ont été à la rencontre du peuple Innue avant de réaliser leur expédition,.

### Transatlantiques
Loury a réalisé plusieurs traversées de l'Atlantique en bateau.
L'une d'entre elles au départ des Baléares vers les Canaries par le détroit de Gibraltar, puis départ pour une transatlantique vers la Guadeloupe. 2760 miles et 21 jours de transatlantique pour un total de 35 jours passés en mer. Il témoigne "L'océan n'est jamais un endroit tranquille, les dangers sont multiples, et c'est ce qui rend ces expéditions attrayantes".

### Le Maroc
La mission : Parcourir en janvier 100 kilomètres dans le Sahara, de la dernière palmeraie à la dune hurlante, sous des températures alternant entre 30 °C la journée et 10 °C la nuit.
Loury explique : "Je dois avouer que malgré la difficulté à survivre dans le désert, j’éprouve une certaine attirance pour ces espaces immenses où règne un éternel silence. J’ai beaucoup voyagé avant de me spécialiser dans les expéditions extrêmes en solitaire, et les déserts m’ont toujours attiré. Il était évident que le Maroc m’accueillerait un jour pour l’une de mes aventures"

### Icarus Project
Début 2020, Loury Lagardère et Matthieu Bellanger partent d'Igloulik sur la côte atlantique canadienne à ski sur la mer gelée du passage du Nord Ouest, pendant 3 000 km jusqu'à Prudhoe Bay en Alaska. Ils font ensuite la traversée de cet état à vélo, 1 000 km le long de la Dalton Highway vers le sud et le parc de Denali. Ils devaient arriver en juin, à temps pour réaliser l'ascension à la bonne saison avant de finaliser l'expédition sur la côte pacifique quelques semaines plus tard à Anchorage. Le contexte sanitaire lié à la Covid-19 les oblige à reporter l'ascension.
Ce projet d'expédition a pour but de gravir les 7 sommets en les atteignant sans transport motorisé,,,.

### Éruption
La mission : Battre le record du monde en traversant le Vatnajökull en moins de quatorze jours.

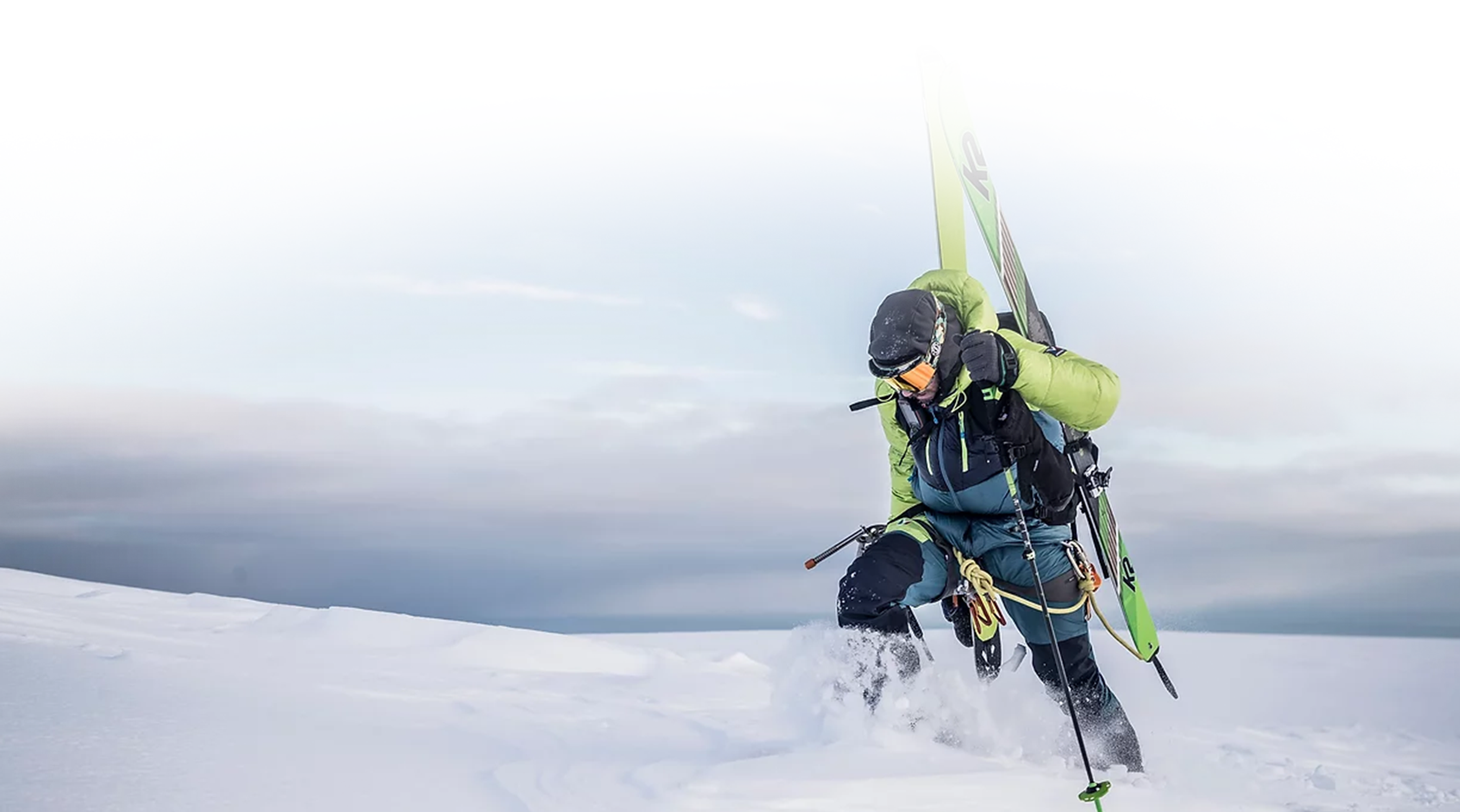
Loury Lag durant sa traversée du deuxième plus grand Glacier d'Europe, en Islande.

Départ pour l’ascension du glacier le 5 février 2019. Alors que de nombreuses agences du coin lui avaient refusé de l’accompagner jusqu’au glacier en 4x4, il finit par trouver quelqu’un pour le faire. Son regard trahissait sa détermination et son guide avait compris que, quoi qu’il arrive, il n’avait pas l’intention de renoncer. Il a établi un nouveau record sur cette traversée[réf. nécessaire],.

## Instructeur de survie
Loury a suivi plusieurs stages en Amazonie guyanaise, notamment auprès du 9e RIMA, ainsi qu’auprès d’anciens militaires pisteurs amérindiens. Il a appris à survivre dans tous les environnements, autant polaires, désertiques, tropicaux que sur l’océan. Il est devenu au fil des années un explorateur de renom. Il partage ses connaissances et son goût pour la survie lors de stages de survie organisés en Amazonie, en Norvège et au Maroc. Ses stages sont reconnus pour leur intensité et leur immersion en milieu hostile,.

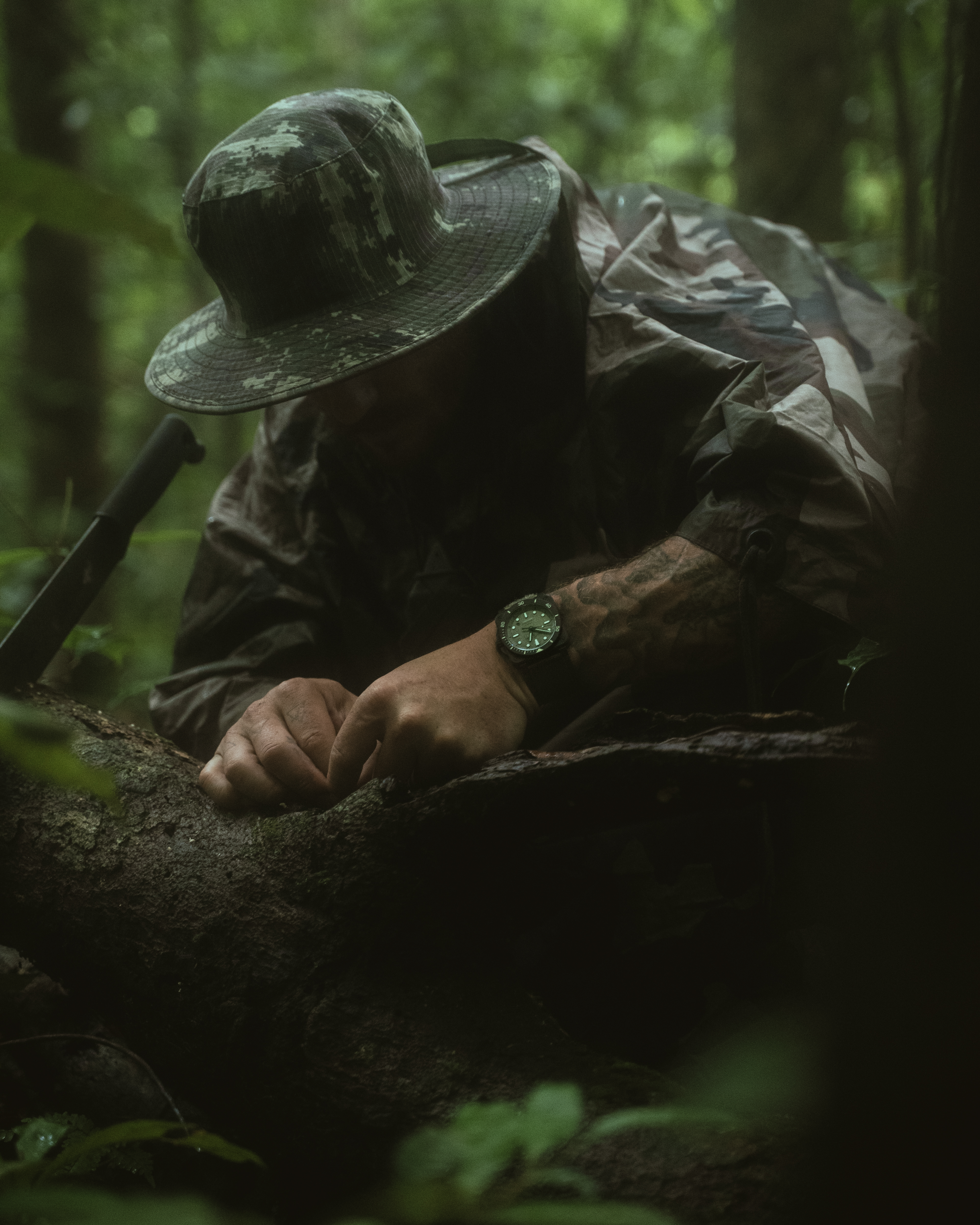
Loury Lag lors d'un stage de survie en Amazonie
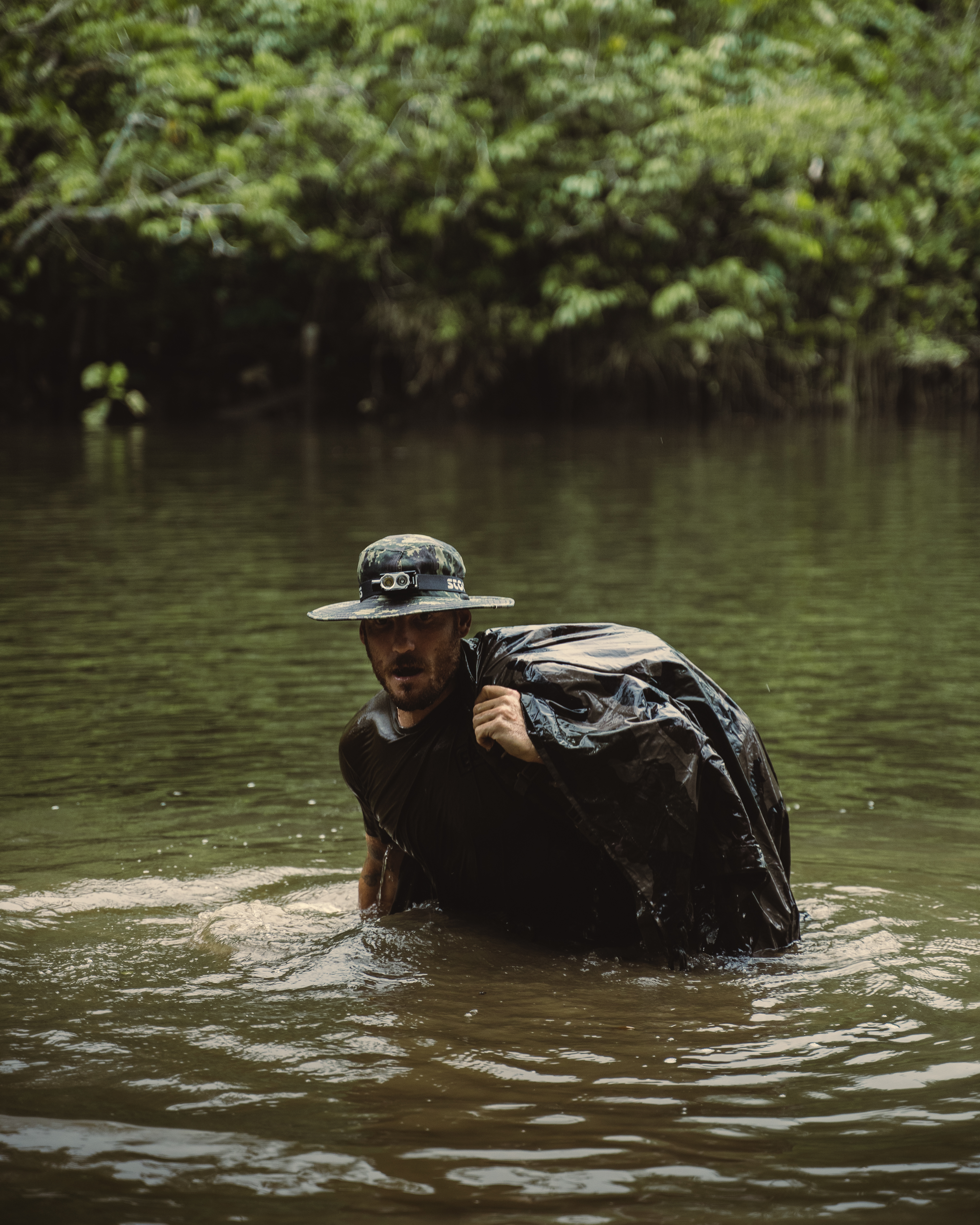
Loury Lag en Amazonie

## Publications
- Loury Lag, Horizons extrêmes, EPA Aventure, groupe Hachette 2022.
- Loury Lag, Résilience. Abandonner n’est pas une option, EPA Aventure, groupe Hachette, 2023.

## Filmographie
- Transatlantique, réalisé par Martin Rivet[réf. nécessaire]
- Uapapunan, dans le blanc de l’œil, avec Mathieu Blanchard, réalisé par Jérôme Binette
- Résilience, réalisé par Loury Lag et Martin Rivet

## Télévision

### Émissions
- 2018 : Retour à l'instinct primaire sur RMC Découverte : participant
- 2022 : Ninja Warrior : Le Parcours des héros sur TF1 : candidat
- 2025 : The Island : l'île du bagne sur M6 (prime time et Les secrets de l'île) : présentateur

### Documentaire
- 2025 : Loury Lag, papa aventurier de l'extrême d'Emmanuelle Rota

## Distinctions
- Horizons extrêmes : sélection L'Équipe, Meilleur livre d’aventure 2022[29]
- Record du monde sur la traversée du Vatnajokul en Islande, 14 jours

## Engagement sociétal et environnemental
À travers ses exploits sportifs et ses expéditions, Loury Lag souhaite transmettre, inspirer à se dépasser, à s’accomplir et à faire preuve de résilience face aux défis de la vie. Selon lui, l’un des grands enjeux de notre époque est le dérèglement climatique. Il est en première ligne lors de ses expéditions et subit directement l’impact désastreux de ces changements. Il ne se décrit ni comme activiste, ni comme éco-aventurier, mais il indique avoir conscience de son rôle de témoin en partageant le récit de ses aventures. Il raconte à ce sujet : « Mes projets sont construits pour laisser une trace sociétale, utilisant mon audience, ma portée médiatique et mes expéditions pour incarner des valeurs fortes ».